# Super Junior-H
Super Junior-Happy (tiếng Hàn Quốc: 슈퍼주니어-해피), đôi khi còn được gọi là SJ-H hay Suju-Happy (tiếng Hàn Quốc: 슈주-해피), là phân nhóm chính thức thứ tư của nhóm nhạc Hàn Quốc Super Junior. Super Junior-Happy bao gồm 6 thành viên của Super Junior là Leeteuk (trưởng nhóm), Yesung, Kangin, Shindong, Sungmin, và Eunhyuk

## Lịch sử
Vào năm 2008, hầu hết các thành viên của Super Junior đều đã là thành viên của một phân nhóm nào đó, ngoại trừ Kibum. Super Junior-Happy bao gồm hầu hết thành viên của phân nhóm Super Junior-T, trừ Heechul đã được thay thế bằng Yesung. Super Junior-Happy có một buổi ra mắt không chính thức vào ngày 3 tháng 5 năm 2008 tại buổi lễ Power Concert dù họ chưa giới thiệu mình là một nhóm nhỏ chính thức vào thời điểm đó.
Vào ngày 30 tháng 5 năm 2008, SM Entertainment đưa ra thông báo chính thức về phân nhóm này thông qua Newsen. Album đầu tiên của phân nhóm là Cooking? Cooking! được tung ra vào ngày 5 tháng 6 năm 2008. Music video của single đầu tiên Cooking? Cooking! được tung ra cùng ngày.
Super Junior-Happy ra mắt ngày 7 tháng 6 năm 2008, trình diễn single đầu tay Cooking? Cooking! tại Dream Concert 2008. Trước ngày ra mắt, phân nhóm đã tổ chức buổi fan meeting để mừng thành công của album. Vào sáng ngày 6 tháng 6, hàng ngàn fan đã xếp hàng để chờ mua vé buổi fan meeting, làm tắc nghẽn một khoảng đường. Gần 10,000 bản của album đã được bán ra trong tuần đầu tiên phát hành. Theo Hiệp hội công nghiệp âm nhạc Hàn Quốc, album đã bán được 27,122 bản tính cho đến cuối tháng 8 và đứng thứ 5 trong bảng xếp hạng album hàng tháng.
Super Junior-Happy biểu diễn single thứ 2 Pajama Party vào ngày 3 tháng 8 năm 2008 trên chương trình Inkigayo của đài SBS. Music video tung ra ngày 4 tháng 8 năm 2008. Đợt quảng bá cho Pajama Party chỉ kéo dài 1 tháng và toàn bộ đợt quảng bá cho album kết thúc vào ngày 7 tháng 9 năm 2008.

## Phong cách âm nhạc
Phong cách âm nhạc của Super Junior-Happy là phong cách chung của nhạc dance đương đại và Bubblegum pop, hướng vào thị trường âm nhạc với sự vui vẻ và phong cách nghệ sĩ giải trí của Super Junior. Bài hát đầu tay của Super Junior-Happy, Cooking? Cooking! là một bài thuộc thể loại nhạc dance với nhịp điệu thoải mái và lời bài hát hài hước. Mục đích của họ là muốn các fan có được cảm giác vui vẻ và hạnh phúc khi nghe nhạc của mình.

## Đĩa nhạc

### Danh sách đĩa nhạc
| Năm  | Tựa để            | Ngày phát hành     |
| ---- | ----------------- | ------------------ |
| 2008 | Cooking? Cooking! | 5 tháng 6 năm 2008 |